# うおーズ
- うお〜ズ

『うおーズ』は、1990年10月5日にトーワチキより発売されたゲームボーイ用のアクションゲーム。

## 概要
全9ステージのアクションゲーム。4ステージ目以降は再開時にパスワードを打つ必要がある。
主人公の魚を操作し、小魚を食べながらステージクリアを目指すゲーム。ステージごとに制限時間と食べる魚のノルマがある。大魚は主人公を捕食しようとし、捕食されるとミス。
ステージを泳ぐのも小魚を食べるのもAボタンで行う。移動や捕食のキャンセルはBボタンで行う。
ステージによっては海の上をカモメが飛んでいたり、海中のタコが墨で襲ってきたりと、多少のアクセントはある。
ゲームの仕様上、大魚から逃げている時に小魚がいると勝手に停止して捕食を開始してしまい、結果として逃げ遅れてしまう。Bボタンで捕食をキャンセルできるが、そうすると移動も止まってしまう。小魚がいないところを通れば回避できるが、常に画面内に1匹大魚がいる仕様なので、スクロールさせて大魚が画面からいなくなるまで逃げた途端に次の大魚が出現してしまう。したがって、理想の攻略法は常に大魚と自分の間に壁を置きながら、大魚が近付きもせず、画面から消えもしないような距離感にしつつ、小魚を捕食するような流れを保つことである。